# Христина Ибришимова
Христина Методиева Ибришимова е българска актриса, която се занимава предимно с озвучаване на филми и сериали. Най-известна е с работата си по „Всички обичат Реймънд“, „Дарма и Грег“ „Уил и Грейс“ „От местопрестъплението“, „Чужди грехове“, „Наричана още“, „Самотно дърво на хълма“, „Анатомията на Грей“, „Клонинг“ (дублаж за Диема Фемили) и „Как се запознах с майка ви“, „Закон и ред“ както и анимационните сериали „Приключенията на Гумените мечета“, „Х-Мен“, „Реактивните момичета“, „Любопитният Джордж“ и „Финиъс и Фърб“ (дублаж на студио Доли).

## Ранен живот
Ибришимова е родена на 19 август 1964 г. Завършва ВИТИЗ със специалност „Актьорско майсторство за куклен театър“ през 1987 г.

## Кариера на озвучаваща актриса
Ибришимова започва кариерата си в дублажа през 1993 г. Първият сериал, за който дава гласа си, е анимационният „Приключенията на Гумените мечета“ за „Канал 1“, където озвучава мечето Доми.
През 2011 г. получава номинация за наградата „Икар“ в категория „най-добър дублаж“ (тогава наричана „Златен глас“) за дублажа на „Мечтатели“, заедно с Александър Воронов и Ани Василева за „Щурите съседи“. Печели Александър Воронов.
През 2012 г. печели статуетката за дублажа на „Забраненият плод“, за която е номинирана заедно с Ани Василева за „Съмнения“ и Димитър Иванчев за „Долината на вълците“.

## Личен живот
Омъжена е за аниматора Христо Ибришимов и двамата са родители на певеца Виктор Ибришимов.

## Филмография
- „Женени с деца в България“ (2012) – тв водеща (глас)
- „Пук“ (2015) – Лили (глас)[5]